# An Bá
An Bá là một xã thuộc huyện Sơn Động, tỉnh Bắc Giang, Việt Nam.
Xã An Bá có diện tích 29,76 km², dân số năm 1999 là 3333 người, mật độ dân số đạt 110 người/km².